# Unterseeboot 558
L'Unterseeboot 558 ou U-558 est un sous-marin allemand (U-Boot) de type VIIC utilisé par la Kriegsmarine pendant la Seconde Guerre mondiale.
Le sous-marin fut commandé le 25 septembre 1939 à Hambourg (Blohm & Voss), sa quille fut posée le 6 janvier 1940, il fut lancé le 23 décembre 1940 et mis en service le 20 février 1941, sous le commandement de l'Oberleutnant zur See Günther Krech (en).
Il fut coulé par des bombardiers britanniques dans le golfe de Gascogne en juillet 1943.

## Conception
Unterseeboot type VII, l'U-558 avait un déplacement de 769 tonnes en surface et 871 tonnes en plongée. Il avait une longueur totale de 67,10 m, un maître-bau de 6,20 m, une hauteur de 9,60 m et un tirant d'eau de 4,74 m. Le sous-marin était propulsé par deux hélices de 1,23 m, deux moteurs diesel Germaniawerft M6V 40/46 de 6 cylindres en ligne de 1 400 cv à 470 tr/min, produisant un total de 2 060 à 2 350 kW en surface et de deux moteurs électriques BBC GG UB 720/8 de 375 cv à 295 tr/min, produisant un total 550 kW, en plongée. Le sous-marin avait une vitesse en surface de 17,7 nœuds (32,8 km/h) et une vitesse de 7,6 nœuds (14,1 km/h) en plongée. Immergé, il avait un rayon d'action de 80 milles marins (150 km) à 4 nœuds (7,4 km/h; 4,6 milles par heure) et pouvait atteindre une profondeur de 230 m. En surface son rayon d'action était de 8 500 milles nautiques (soit 15 700 km) à 10 nœuds (19 km/h). 
L'U-558 était équipé de cinq tubes lance-torpilles de 53,3 cm (quatre montés à l'avant et un à l'arrière) qui contenait quatorze torpilles. Il était équipé d'un canon de 8,8 cm SK C/35 (220 coups) et d'un canon antiaérien de 20 mm Flak. Il pouvait transporter 26 mines TMA ou 39 mines TMB. Son équipage comprenait 4 officiers et 40 à 56 sous-mariniers.

## Historique
Il reçut sa formation de base au sein de la 1. Unterseebootsflottille jusqu'au 1er mai 1941, puis il intégra sa formation de combat dans cette même flottille.
Sa première patrouille, du 1er juin au 11 juillet 1941, au départ de Kiel, le fait naviguer dans l'Atlantique Nord entre l'Islande et les îles Féroé. L'U-558 rencontra un convoi le 24 juin, mais le brouillard dans la zone des Grands Bancs de Terre-Neuve empêcha toute attaque. Il rentra à Brest, en France occupée, le 28 juillet.
Lors de sa deuxième patrouille, qui commença le 28 juillet, le sous-marin navigua dans l'ouest du canal du Nord. Le 4 août, il rencontra le convoi SL 181, dans le sud-ouest de l'Irlande. La force de l'escorte empêcha toutes attaques jusqu'au matin du 5 août 1941 lorsque cinq bâtiments furent envoyés par le fond par trois U-Boots, mais l'U-558 n'eut aucun succès. Il rentra à la base après onze jours de mer.
Lors de sa troisième patrouille, qui commença le 25 août, le submersible attaqua le convoi OS 4 à environ 330 km au nord-ouest de Fastnet Rock dans l'après-midi du 28 août 1941. Il envoya par le fond le navire marchand britannique Otaio du convoi OS-4. Après quelques recherches d'autres convois qui se révélèrent infructueuses, il rentra à la base le 16 septembre.

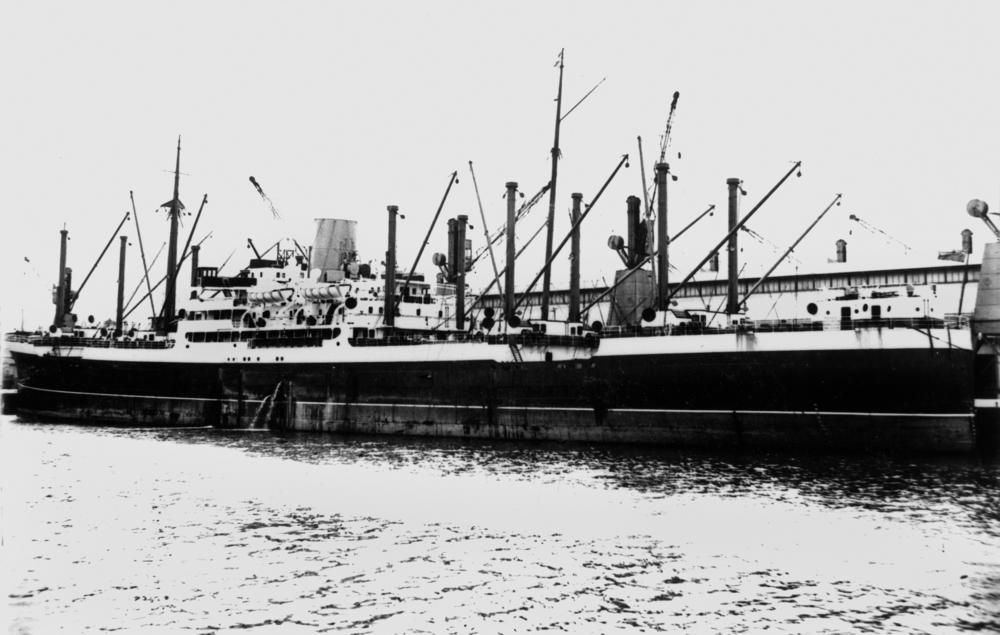
Le navire Otaio fut la première victime du commandant Günther Krech.

Sa quatrième patrouille, qui commença le 11 octobre 1941 le fait naviguer dans l'Atlantique. Dans la soirée du 15 octobre 1941, le sous-marin envoya par le fond un navire marchand canadien de 9 472 tonneaux dans l'ouest de l'Irlande. Le 16 octobre, il subit une tentative d'attaque d'un Catalina du 240 Sqn. Un jour plus tard, dans les premières heures du 17 octobre 1941 à 600 nautiques dans l'ouest de Rockall, il attaqua le convoi SC 48. Au cours de la bataille, l'U-558 coula trois bâtiments : le navire marchand britannique W. C. Teagle de 9 552 tonneaux, le navire marchand norvégien Erviken de 6 595 tonneaux (qui se brisa en deux et coula en trois minutes) et le Rym jaugeant 1 369 tonneaux. N'ayant plus aucune torpille, il rejoignit sa base 10 jours plus tard.
Sa cinquième patrouille commença le 24 novembre 1941, au départ de Brest pour la Méditerranée. Le 1er décembre, il est repéré et attaqué par des charges de profondeurs d'un Swordfish du Sqn 812 lorsque l'U-boot tenta d'entrer en Méditerranée. Gravement endommagé, le submersible dut interrompre sa patrouille. Le lendemain, lors du chemin du retour, il fut de nouveau attaqué mais il réussira tant bien que mal à rejoindre Brest le 7 décembre 1941.
Ses importantes réparations lui vaut d'être cloué au port jusqu'au 10 février 1942, date à laquelle sa sixième patrouille commença. Le 21 février, le convoi ONS 67 fut repéré par l'U-155 à 600 nautiques dans le nord-est du cap Race. Le 24 février, l'U-558 torpilla trois bâtiments (deux britanniques et un norvégien). Il retourna ensuite à Brest le 11 mars 1942 après trente jours en mer.
Sa septième patrouille le 12 avril 1942 au départ de Brest, le fait naviguer dans les eaux américaines. Le 29 avril, il fut ravitaillé par l'U-459 à 500 nautiques dans le nord-est des Bermudes. Le 12 mai, il coula le chalutier armé britannique HMT Bedfordshire au large de l'île Ocracoke, en Caroline du Nord. Six jours plus tard, il fit route vers le sud et coula un navire à vapeur hollandais dans le nord-est de l'île Mayaguana (Bahamas).
Il entra dans les Caraïbes via le passage du Vent et le 21 mai, il envoya par le fond un navire marchand canadien dans l'ouest de la Jamaïque. Deux jours plus tard, l'U-558 torpilla et endommagea un pétrolier américain dans le sud de la Jamaïque. Le navire fut remorqué jusqu'à la baie de Guantánamo pour y effectuer des réparations. Le 25 mai, il coula un autre navire américain dans le sud-est de Kingston et deux jours plus tard également un autre navire américain dans le sud d'Haïti. Sa dernière victime de la patrouille fut le navire néerlandais Triton, qu'il bombarda et coula le 2 juin, à environ 470 kilomètres au sud-est des Bermudes. 
Il fut de nouveau ravitaillé à la mi-juin 1942 par l'U-459 dans l'ouest des Açores et arriva à Brest le 21 juin à 9 h 15, avec un total de 19 304 tonneaux de navires coulés.
Sa huitième patrouille commença le 29 juillet 1942 au départ de Brest pour les Caraïbes.
Il fut ravitaillé, par l'U-462 à la mi-août 1942, dans l'ouest des Açores. Il entra dans les Caraïbes et le 25 août 1942, il torpilla et coula un navire britannique du convoi WAT 15, dans l'est du Port Morant (Jamaïque). 
Le 13 septembre 1942, l'U-558 envoya par le fond trois navires (hollandais, britannique et norvégien). Trois jours plus tard, après avoir quitté les Caraïbes, le sous-marin endommagea un vapeur américain dans l'est de Trinité. Fin septembre 1942, il fut ravitaillé par l'U-461 dans le nord-ouest des Açores. Il rentra au port pour effectuer des réparations le 16 octobre, après avoir coulé quatre navires et endommagé un autre.
L'U-558 est resté cloué au port jusqu'au 9 janvier 1943, date à laquelle il entama sa neuvième patrouille. Il navigua dans le centre Atlantique pour opérer contre les convois se dirigeant vers la Méditerranée. Après quelque recherches de convoi, le groupe trouva le convoi UC 1 dans l'ouest-nord-ouest de Madère. En fin de soirée du 23 février 1943, il torpilla et envoya par le fond le pétrolier à vapeur, le Empire Norseman à 500 nautiques dans le sud des Açores. Le navire était à la dérive après avoir été torpillé par l'U-382 et l'U-202. Le sous-marin ne trouva d'autres cibles au cours de sa neuvième patrouille, qui se termina lors de son retour à Brest le 29 mars 1943.
Sa dixième patrouille commença le 8 mai 1943. L'U-558 connut quelques difficultés au cours de cette patrouille. Le 21 mai, à 400 nautiques dans le sud du cap Farvel, le groupe partit pour intercepter le convoi HX 239, mais très vite, l'attaque tourna à la catastrophe, protégé par une couverture aérienne. Les tentatives de le localiser pendant la journées restèrent infructueuses à cause des avions et plusieurs U-Boote furent endommagés, l'U-569 et l'U-752 furent envoyés par le fond.
Le 15 juillet 1943, l'U-558 fut attaqué par un Wellington du No. 179 Squadron RAF (en) près du cap Roca, mais il réussit à s'échapper. Deux jours plus tard, il fut de nouveau attaqué, mais cette fois-ci endommagé par des bombes d'un Liberator du No. 224 Squadron RAF (en).
Le 20 juillet 1943, sur la route du retour, il fut attaqué dans le nord-nord-ouest du cap Ortegal, par des charges de profondeur larguées d'un Liberator du Sqn 19, l'U-558 fit feu, abattant le bombardier.
Plus tard le même jour, un second Liberator de la 19e escadron largua des grenades sur l'U-558. Le sous-marin fut gravement endommagé et était incapable de plonger pour échapper à l'ennemi. Puis c'est un Halifax du Sqn 58, qui finira le travail en le bombardant et en le mitraillant. Le U-boot coula à la position 45° 10′ N, 9° 42′ O.
45 hommes furent portés disparus, seuls 5 survécurent au naufrage. Ces hommes furent aperçus dans un dinghy, le 24 juillet 1943, par un Liberator du Sqn 224. Des kits de survie leur sont lancés. Ils furent recueillis le lendemain par le destroyer NCSM Athabaskan.

## Affectations
- 1. Unterseebootsflottille du 20 février 1941 au 1er mai 1941 (Période de formation).
- 1. Unterseebootsflottille du 1er mai 1941 au 20 juillet 1943 (Unité combattante).

## Commandement
- Kapitänleutnant Günther Krech (en) du 20 février 1941 au 20 juillet 1943 (Croix de chevalier).

## Patrouilles
|       | Commandant           | Départ           | Départ | Arrivée           | Arrivée | Jours     | Succès    |
| ----- | -------------------- | ---------------- | ------ | ----------------- | ------- | --------- | --------- |
| 1     | Kptlt. Günther Krech | 1er juin 1941    | Kiel   | 9 juillet 1941    | Brest   | 39 jours  |           |
| 2     | Kptlt. Günther Krech | 28 juillet 1941  | Brest  | 7 août 1941       | Brest   | 11 jours  |           |
| 3     | Kptlt. Günther Krech | 25 août 1941     | Brest  | 16 septembre 1941 | Brest   | 23 jours  | 10 298    |
| 4     | Kptlt. Günther Krech | 11 octobre 1941  | Brest  | 25 octobre 1941   | Brest   | 15 jours  | 26 988    |
| 5     | Kptlt. Günther Krech | 24 novembre 1941 | Brest  | 7 décembre 1941   | Brest   | 14 jours  |           |
| 6     | Kptlt. Günther Krech | 10 février 1942  | Brest  | 11 mars 1942      | Brest   | 30 jours  | 23 019    |
| 7     | Kptlt. Günther Krech | 12 avril 1942    | Brest  | 21 juin 1942      | Brest   | 71 jours  | 19 304    |
| 8     | Kptlt. Günther Krech | 29 juillet 1942  | Brest  | 16 octobre 1942   | Brest   | 80 jours  | 26 421    |
| 9     | Kptlt. Günther Krech | 9 janvier 1943   | Brest  | 29 mars 1943      | Brest   | 80 jours  | 9 811     |
| 10    | Kptlt. Günther Krech | 8 mai 1943       | Brest  | 20 juillet 1943   | Coulé   | 74 jours  |           |
| Total | Total                | Total            | Total  | Total             | Total   | 437 jours | 115 841 t |

Note : Kptlt. = Kapitänleutnant

### OpérationsWolfpack
L'U-558 opéra avec les Wolfpacks (meute de loups) durant sa carrière opérationnelle.
- Bosemüller (28 août - 2 septembre 1941)
- Seewolf (2–12 septembre 1941)
- Delphin (24 janvier - 14 février 1943)
- Rochen (16–28 février 1943)
- Tümmler (1–22 mars 1943)
- Oder (17–19 mai 1943)
- Mosel (19–24 mai 1943)
- Trutz (1–16 juin 1943)
- Trutz 1 (16–29 juin 1943)

## Navires coulés
L'U-558 coula 17 navires marchands totalisant 93 186 tonneaux, 1 navire de guerre auxilaire de 913 tonneaux, endommagea 2 navires pour un total de 15 070 tonneaux et détruisit un navire de 6 672 tonneaux au cours des 10 patrouilles (437 jours en mer) qu'il effectua.
| Date              | Nom                    | Nationalité        | Tonnage | Fait         |
| ----------------- | ---------------------- | ------------------ | ------- | ------------ |
| 28 août 1941      | Otaio                  | Royaume-Uni        | 10 298  | Coulé        |
| 15 octobre 1941   | Vancouver Island       | Canada             | 9 472   | Coulé        |
| 17 octobre 1941   | Erviken                | Norvège            | 6 595   | Coulé        |
| 17 octobre 1941   | Rym                    | Norvège            | 1 369   | Coulé        |
| 17 octobre 1941   | W.C. Teagle            | Royaume-Uni        | 9 552   | Coulé        |
| 24 février 1942   | Anadara                | Royaume-Uni        | 8 009   | Endommagé    |
| 24 février 1942   | Eidanger               | Norvège            | 9 432   | Coulé        |
| 24 février 1942   | Inverarder             | Royaume-Uni        | 5 578   | Coulé        |
| 12 mai 1942       | HMT Bedfordshire       | Royal Navy         | 913     | Coulé        |
| 18 mai 1942       | Fauna                  | Pays-Bas           | 1 254   | Coulé        |
| 21 mai 1942       | Troisdoc               | Canada             | 1 925   | Coulé        |
| 23 mai 1942       | William Boyce Thompson | USA                | 7 061   | Endommagé    |
| 25 mai 1942       | Beatrice               | USA                | 3 451   | Coulé        |
| 27 mai 1942       | USAT Jack              | United States Army | 2 622   | Coulé        |
| 2 juin 1942       | Triton                 | Pays-Bas           | 2 078   | Coulé        |
| 25 août 1942      | Amakura                | Royaume-Uni        | 1 987   | Coulé        |
| 13 septembre 1942 | Empire Lugard          | Royaume-Uni        | 7 241   | Coulé        |
| 13 septembre 1942 | Suriname               | Pays-Bas           | 7 915   | Coulé        |
| 13 septembre 1942 | Vilja                  | Norvège            | 6 672   | Coulé        |
| 16 septembre 1942 | Commercial Trader      | USA                | 2 606   | Perte totale |
| 23 février 1943   | Empire Norseman        | Royaume-Uni        | 9 811   | Coulé        |